# Il tempo migliore
Il tempo migliore è il ventottesimo album pubblicato nel 2006 da Gianni Morandi.

## Tracce
1. Il tempo migliore – 3:39 (Adelio Cogliati, Claudio Guidetti)
2. Da qui all'eternità – 3:28 (Guido Morra, Maurizio Fabrizio)
3. Un miracolo – 3:43 (Guido Morra, Maurizio Fabrizio)
4. Sei bella vita – 4:12 (Andrea Mingardi, Maurizio Tirelli, Lorenzo Cherubini)
5. Adesso tocca a lui – 3:37 (Gianni Morandi, Steve Earle, Jörgen Elofsson)
6. Tanto è solo un gioco – 3:56 (Adelio Cogliati, Claudio Guidetti)
7. Abbiam bisogno di sognare – 3:51 (Andrea Mingardi, Maurizio Tirelli)
8. Io sto bene con te – 3:45 (Adelio Cogliati, Vladimiro Tosetto)
9. Il ritorno – 3:19 (Guido Morra, Maurizio Fabrizio)
10. Amor y cha cha cha – 4:08 (Andrea Mingardi, Maurizio Tirelli)
11. Basta così – 3:55 (Adelio Cogliati, Claudio Guidetti)
12. Tu sei nel mio presente – 3:53 (Bracco Di Graci, Mauro Malavasi)

## Formazione
- Gianni Morandi – voce
- Giancarlo Bianchetti – chitarra acustica
- Stefano Paolini – batteria
- Maurizio Solieri, Andrea Fornili – chitarra elettrica
- Marco Forni – tastiera, programmazione e pianoforte
- Pierluigi Mingotti – basso
- Claudio Guidetti – mandolino, chitarra a 12 corde, chitarra acustica ed elettrica, pianoforte, organo Hammond, tastiera
- Jovanotti - voce aggiuntiva (traccia 4)
- Mauro Malavasi – pianoforte
- Paolo Costa – basso
- Lele Melotti – batteria e percussioni
- Giorgio Cocilovo – chitarra acustica ed elettrica
- Giulia Fasolino, Stefania Martin, Moreno Ferrara – cori